# Parasemia
Parasemia är ett släkte av fjärilar som beskrevs av Jacob Hübner 1820. Parasemia ingår i familjen Näbbflyn, Erebidae.

## Dottertaxa tillParasemia, i alfabetisk ordning[1][2]
- Parasemia alascensis
- Parasemia alba
- Parasemia alba-matronalis
- Parasemia alba-obsoleta
- Parasemia albescens
- Parasemia albulae
- Parasemia alpicola
- Parasemia altiaca
- Parasemia anomala
- Parasemia araitensis
- Parasemia atrescens
- Parasemia bicolor
- Parasemia bicoloria
- Parasemia borussia
- Parasemia brunnescens
- Parasemia caespitis
- Parasemia caucasica
- Parasemia cespitalis
- Parasemia cespitis
- Parasemia chiasmaphora
- Parasemia cichorii
- Parasemia confluens
- Parasemia confusa
- Parasemia elegans
- Parasemia flava
- Parasemia flava-matronalis
- Parasemia flava-obsoleta
- Parasemia flavipennis
- Parasemia flavoradiata
- Parasemia floccosa
- Parasemia fulva
- Parasemia geddesi
- Parasemia geometrica
- Parasemia henrichoviensis
- Parasemia hospita
- Parasemia insularum
- Parasemia japonica
- Parasemia laemmermanni
- Parasemia leucomera
- Parasemia luteo-obsoleta
- Parasemia matronalis
- Parasemia melas
- Parasemia modesta
- Parasemia nicticans
- Parasemia nigricosta
- Parasemia nigrociliata
- Parasemia nuda
- Parasemia paramushira
- Parasemia passanauriensis
- Parasemia patruelis
- Parasemia petrosa
- Parasemia plantaginis, Mindre igelkottsspinnare
- Parasemia raetzeri
- Parasemia rondoui
- Parasemia roscaobsoleta
- Parasemia rosea
- Parasemia roseipennis
- Parasemia rufa
- Parasemia rufabdominata
- Parasemia rufa-obsoleta
- Parasemia sachalinensis
- Parasemia scudderi
- Parasemia selwyni
- Parasemia stotzneri
- Parasemia subalpina
- Parasemia suffusa
- Parasemia syfanica
- Parasemia thomanni
- Parasemia transversa
- Parasemia uralensis
- Parasemia ypsilon

## Bildgalleri

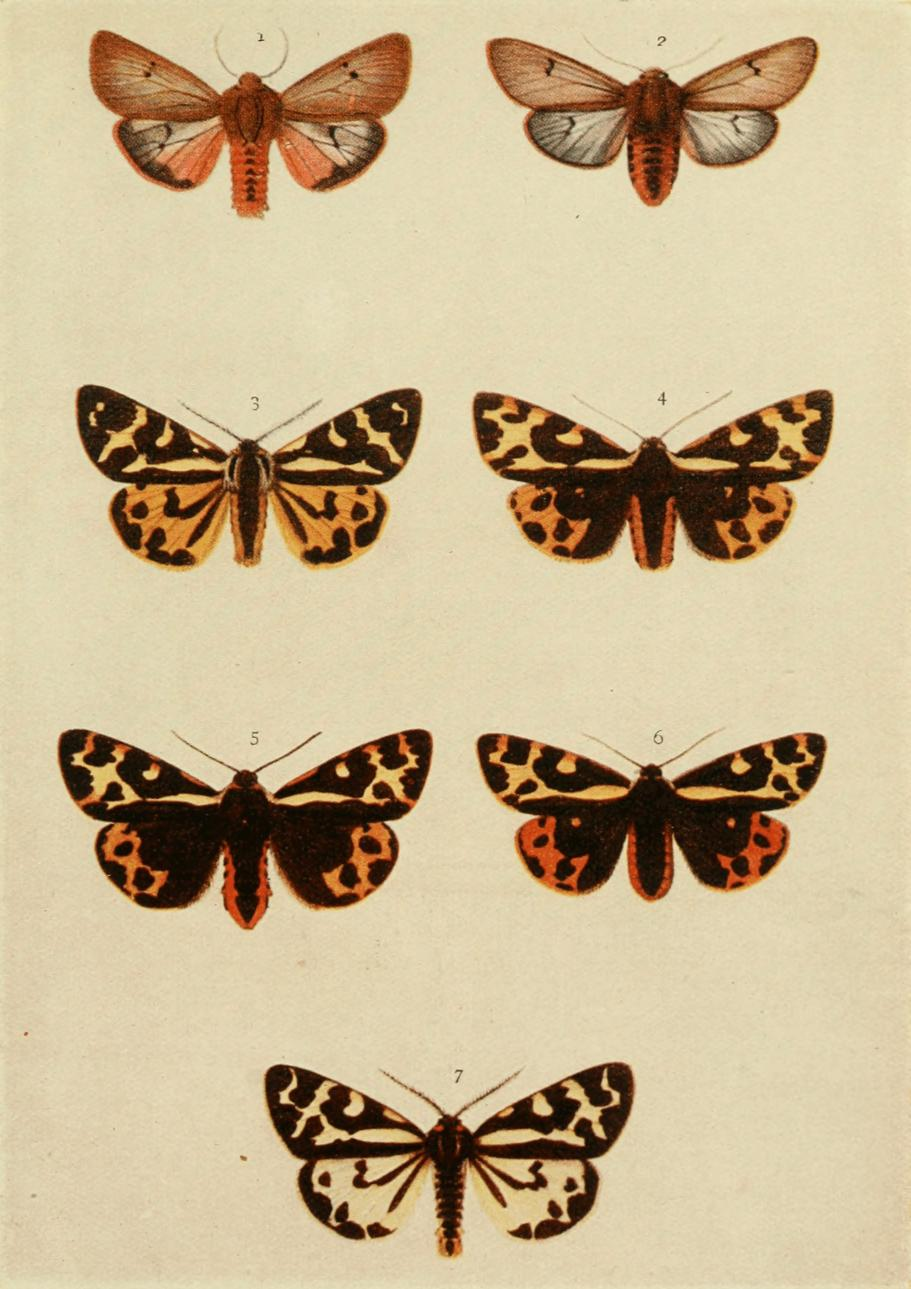
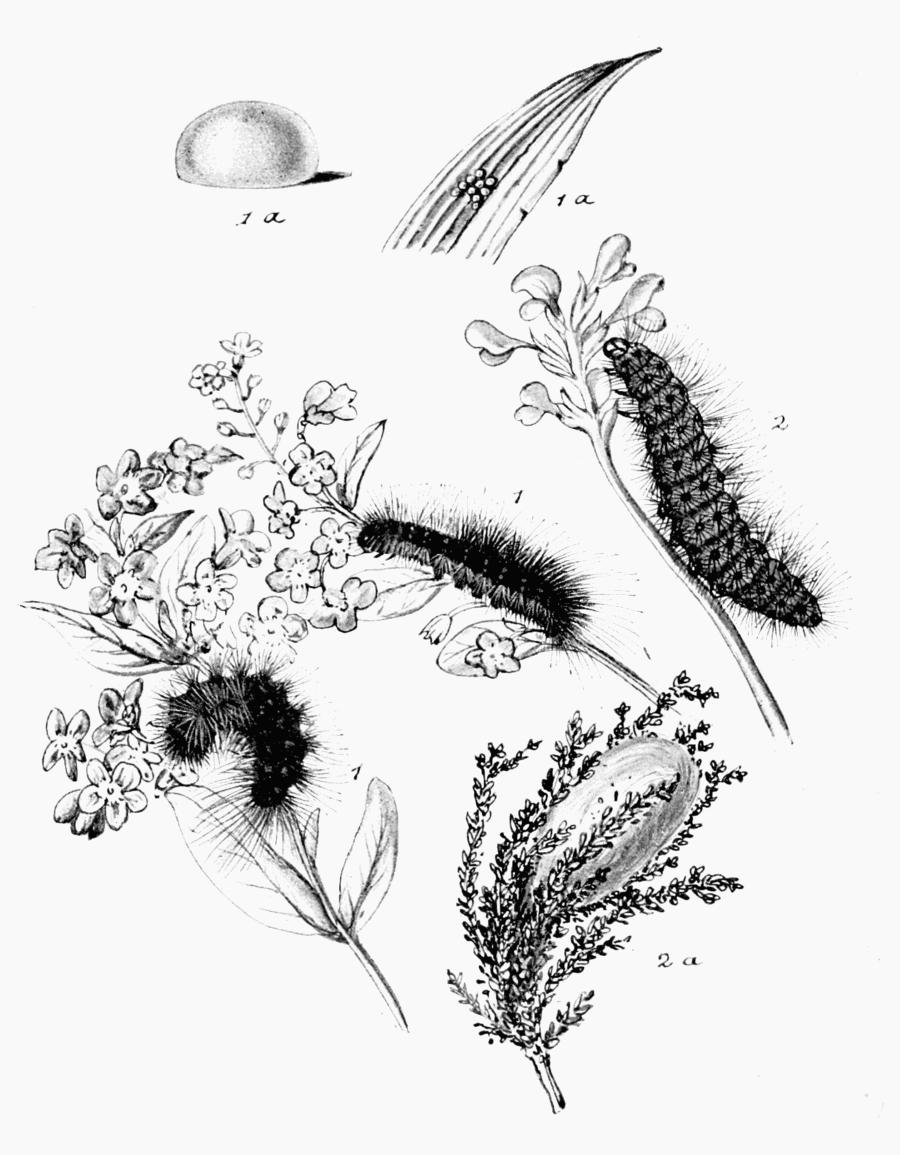
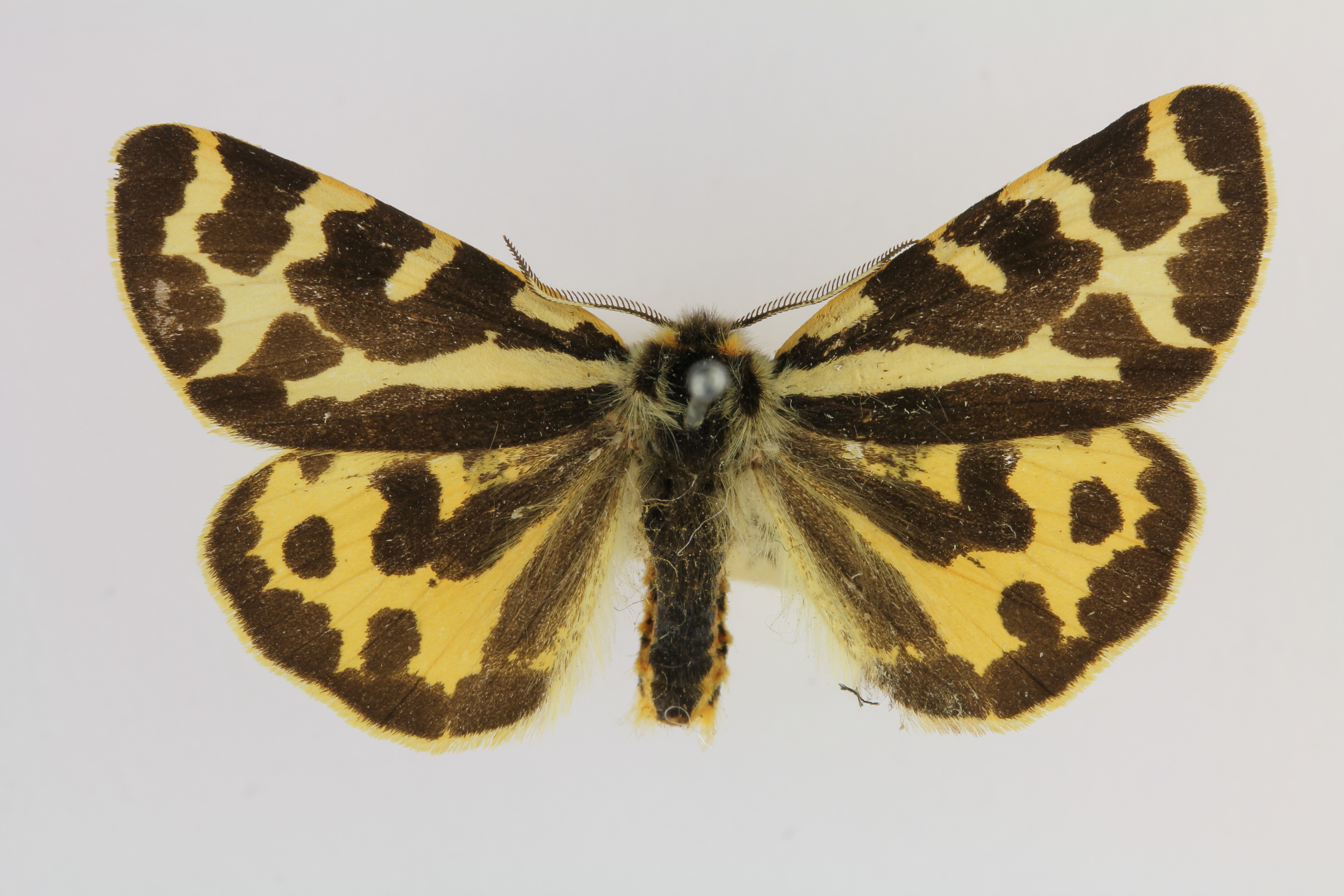
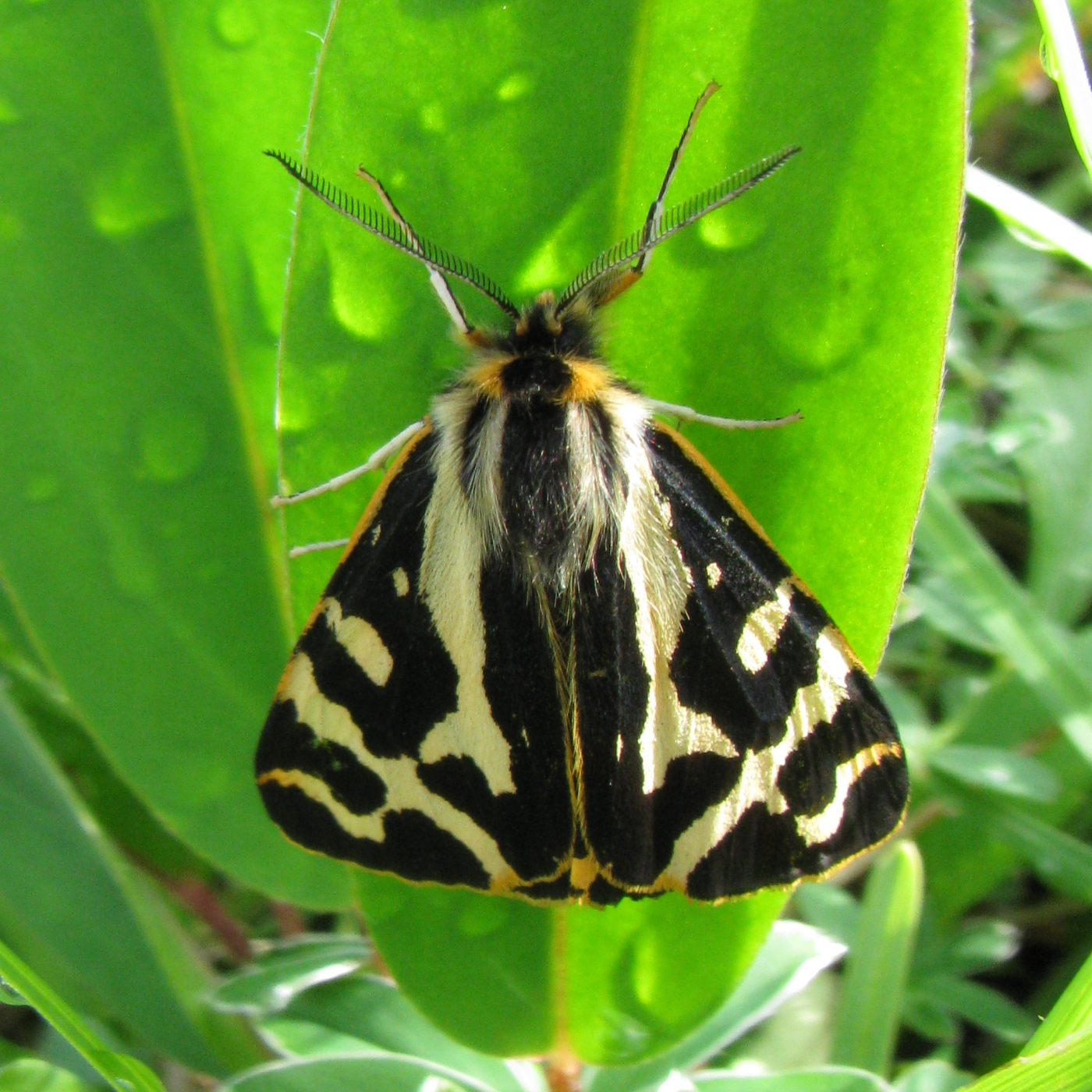
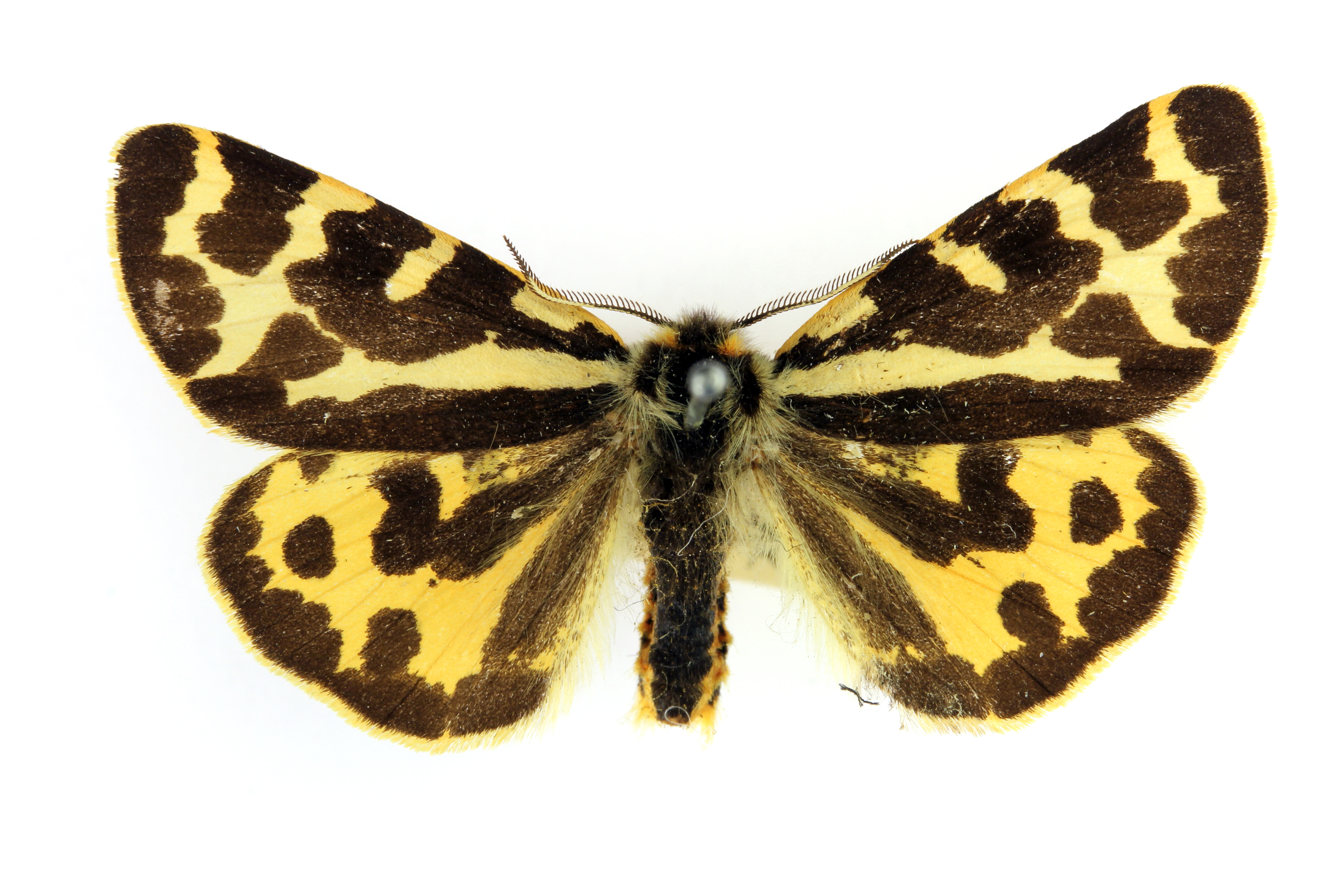
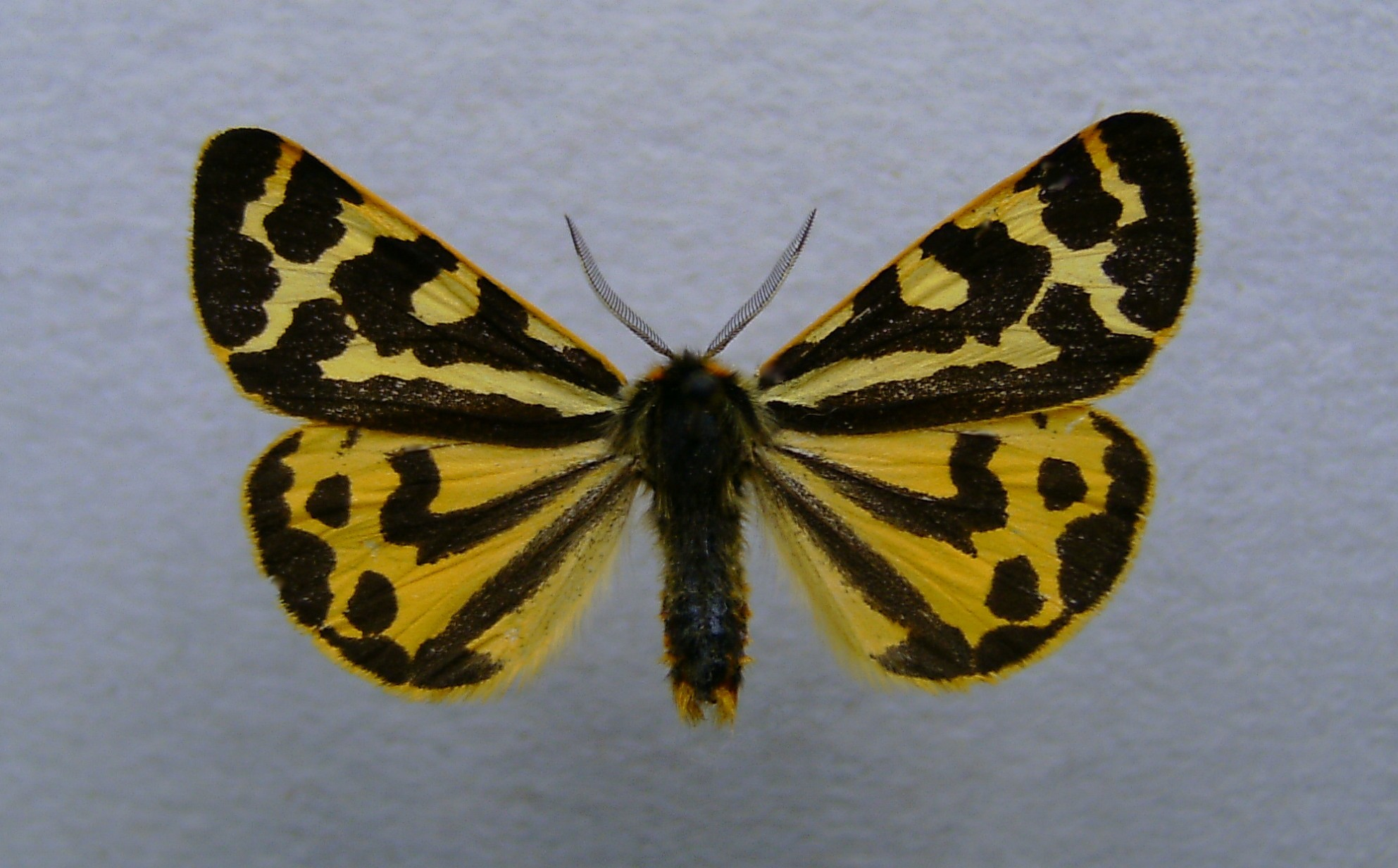